# Benorilat
Benorilatul este un medicament format dintr-o combinație de acid acetilsalicilic și paracetamol, care se utilizează în tratamentul durerii, inflamației și al febrei. Este o alternativă a aspirinei în special în tratamentul poliartritei reumatoide.
Efectele sale adverse includ: somnolența, zgomote în urechi și erupții cutanate.
Nu este recomandat la copii, datorită riscului de a produce sindrom Reye.